# Raeto Raffainer
Raeto Raffainer (Wolhusen, 1º gennaio 1982) è un dirigente sportivo ed ex hockeista su ghiaccio svizzero che ha militato come attaccante in Lega Nazionale A.

## Carriera

### Club
Dal 1997 al 2001 Raeto Raffainer ha militato nel settore giovanile dell'HC Davos, e debuttò in Lega Nazionale A nel 2001 sempre con i grigionesi, prima di trasferirsi a Zurigo. Per le due prime stagioni oltre agli impegni dei ZSC Lions venne mandato in prestito in Lega Nazionale B ai GCK Lions, squadra affiliata ai zurighesi.
Nel 2005 venne acquistato dal SC Bern, con cui in tre stagioni arrivò a disputare la finale del campionato nell'edizione 2006-2007, persa in Gara-7 contro il Davos. Nel 2008 disputò inoltre un incontro in LNB con la maglia dello Young Sprinters HC.
Dal 2008 al 2010 giocò invece con i Rapperswil-Jona Lakers, disputando per la prima volta in carriera i play-out. Già nel dicembre del 2009 fu annunciato il suo ingaggio da parte dell'HC Ambrì-Piotta, con un contratto valido fino al 2012. Nel dicembre del 2011 esso fu prolungato fino al 2014.
Al termine della stagione 2012-13 Raffainer accettò un contratto triennale in Lega Nazionale B ritornando a vestire la maglia dei GCK Lions.

### Nazionale
Nell'inverno fra 2001 e 2002 Raffainer fu convocato dalla selezione Under-20 nel Campionato mondiale di categoria del 2002, occasione in cui la Svizzera chiuse al sesto posto mentre egli fu autore di due reti in sette match.

### Dirigente
All'inizio del 2015 Raffainer lasciò l'hockey giocato per intraprendere la carriera da dirigente all'interno della Federazione svizzera di hockey in qualità di direttore delle squadre nazionali.